# Ґвідо Кавальканті
Ґвідо Кавальканті (італ. Guido Cavalcanti; 1259, Флоренція — серпень 1300) — італійський філософ і поет. Син Кавальканте Кавальканті.
Був другом Данте і до нього головою флорентійських поетів, продовжив філософськи-містичну любовну поезію болонця Гвініцеллі. Одружився з Беатріче, дочкою Фаріната дельї Уберті, глави ґібелінів. Сам Кавальканті був ґвельфом. Після розпаду цієї партії на групи Чорних і Білих приєднався до останніх, брав участь в боротьбі з противниками і в 1300 був вигнаний в Сарцану.